# Серхіо Техера
Серхіо Техера (ісп. Sergio Tejera, нар. 28 травня 1990, Барселона) — іспанський футболіст, півзахисник клубу «Картахена».

## Ігрова кар'єра
Народився 28 травня 1990 року в Барселоні. Займався футболом у системі місцевого «Еспаньйола», а 2006 року перебрався до системи підготовки гравців англійського «Челсі».
2009 року повернувся на батьківщину, де приєднався до «Мальорки» і почав виступи за другу команду клубу. За рік дебютував в іграх головної команди клубу.
2012 року повернувся до рідного міста, уклавши контракт з «Еспаньйолом». У його команді не заграв і 2014 року був відданий в оренду до друголігового  «Алавеса».
Техера розірвав контракт з «Еспаньйолом» 8 липня 2015 року і через кілька годин переїхав у сусідній Хімнастік (Таррагона) 
У подальшому грав виключно на рівні Сегунди, спочатку за «Хімнастік», згодом протягом 2018–2021 років за «Реал Ов'єдо», а 2021 року 31-річний гравець приєднався до лав «Картахени».

## Досягнення
Іспанія U17
- Призер чемпіонату світу з футболу U-17: 2007

- Володар Суперкубка Кіпру (1):

АПОЕЛ: 2024